# 新井誠 (憲法学者)
新井 誠（あらい まこと、1972年〈昭和47年〉10月 - ）は、日本の法学者。広島大学法科大学院教授。博士（法学）。専門は憲法学。
比較憲法学会理事（2017年10月-2020年9月）

## 略歴
- 1972年10月 - 群馬県生まれ[1][6]
- 1995年3月 - 学習院大学法学部法学科卒業[6]
- 1998年3月 - 明治大学大学院法学研究科博士前期課程修了[6]
- 2001年3月 - 慶應義塾大学大学院法学研究科後期博士課程単位取得退学[1][6]
- 2001年4月 - 釧路公立大学経済学部講師[7]
- 2003年4月 - 釧路公立大学経済学部助教授[1][7]
- 2005年1月 - 慶應義塾大学において法学博士の学位取得[8]。[9]。
- 2007年4月 - 東北学院大学法学部准教授[1][7]
- 2010年4月 - 広島大学大学院法務研究科准教授[1][7]
- 2011年4月 - 広島大学大学院法務研究科教授[7]

## 受賞歴
- 2014年5月 - 2013年度日本選挙学会賞（優秀報告）[7][10]
- 2008年10月 - 田上穣治賞（比較憲法学会）受賞[7]

## 論文
- 「第12回広島大学ホームカミングデー企画 法科大学院講演会「刑事弁護の最前線と法曹養成」」『広島法科大学院論集』第15巻、2019年3月15日、55-99頁。
- 「タトゥー施術規制をめぐる憲法問題 : 大阪地裁平成二九年九月二七日判決を契機として」『廣島法学』第42巻第3号、2019年1月25日、21-39頁。
- 「ツイッター投稿における言動を理由とする裁判官の分限裁判 ～最高裁大法廷平成30年10月17日決定～」『Westlaw Japan判例コラム』第155巻、2018年12月。
- 「政府の統制―与党（多数党）と野党（反対党）」 法学セミナー755号,2018年12月
- 「参議院議員選挙の都道府県選挙区制をめぐる最高裁判決の動向 : 最高裁平成二九年九月二七日大法廷判決を素材として」『廣島法学』第42巻第1号、2018年7月20日、69-86頁。
- 「（意見書）禁錮以上の刑に処せられた者の選挙権を制限する公職選挙法11条1項2号の合憲性―広島地裁平成28年7月20日判決をふまえて―」『広島法科大学院論集』第14巻、2018年3月20日、NAID 120006466676。
- 「議会上院の選挙制度構想 : 参議院議員選挙区選挙の合区解消に向けた一考察」『慶應法学研究』第91巻第1号、285-309頁、NAID 120006492458。
- 「憲法(特集 学界回顧2017)」(共編) 法律時報89巻13号7-27頁,2017年12月
- 新井誠、矢澤久純「半血兄弟姉妹の相続分を全血兄弟姉妹の2分の1とする民法900条4号但書規定についての一試論 <論説>」『広島法科大学院論集』第13巻、2017年3月17日、101-129頁。
- 「公職選挙法二一条一項に定める住民基本台帳における3か月記録要件の合憲性」 自治研究93巻3号125-134頁,2017年3月
- 「憲法(特集 学界回顧2016)」(共編) 法律時報88巻13号6-26頁,2016年12月
- 「日本の国内裁判における国際人権法・比較憲法の参照」 公法研究78号212-223頁,2016年10月, NAID 40020987050
- 「地域の利害(あるいは感情)と憲法学 : 参議院議員選挙の「合区」問題によせて (特集 憲法の論点2016)」 法学セミナー61巻7号18-23頁,2016年7月, NAID 40020844633
- 新井誠, 岡田順太, 横大道聡 ほか、「欧米諸国における日本憲法研究の状況 <研究ノート>」『広島法科大学院論集』第12号、2016年3月20日、277-328頁、NAID 120005733340。
- 「ダンス飲食営業をめぐる改正風営法の意義・問題点・課題 : 憲法学の見地から (法学部設置50周年記念号)」『東北学院法学』第76号、2015年12月、173-196頁、ISSN 1880-8697、NAID 40020712504。
- 「憲法(特集 学界回顧2015)」 法律時報87巻13号4-25頁,2015年12月
- 「Le pacifisme japonais après guerre et l'interprétation de l'article 9 de la Constitution japonaise de 1946」『和光経済』第48巻第1号、2015年12月10日、1-8頁、CRID 1050282677920446336。
- 「ダンス営業規制をめぐる憲法論」 憲法理論研究会叢書23『対話と憲法理論』(敬文堂),2015年10月
- 「ダンス飲食店（クラブ）の無許可営業に対する処罰をめぐる大阪高裁控訴審判決 : 大阪高等裁判所平成26年（う）第705号平成27年1月21日第4刑事部判決、風俗営業等の規制及び業務の適正化等に関する法律違反被告事件、判例集未登載〔LEX / DB 25505605〕 <判例研究>)」『廣島法学』第39巻第1号、2015年6月28日、67-78頁。
- 「自由討議について : 地方議会における導入の意義・方法・課題 <論説>」『広島法科大学院論集』第11号、2015年3月20日、211-232頁。
- 「フランスにおける国家安全保障に関する秘密保全法制」 比較憲法学研究27号107-125頁,2015年, NAID 40020637252
- 大日方信春, 新井誠, 木下和朗 ほか「地域に学ぶ憲法」『熊本法学』第132巻、2014年12月、217-223, 238-241, 242-243。
- 「風営法によるダンス営業規制をめぐる憲法論 : 大阪地裁平成26年4月25日判決の検討」 法律時報86巻9号89-94頁,2014年8月, NAID 40020127995
- 新井誠「風営法におけるダンス営業規制の合憲性について <論説>」『広島法科大学院論集』第10号、2014年3月20日、171-206頁。
- 「参議院議員選挙区選挙の『一票の較差』判決に関する一考察」『慶應法学研究』第87巻第2号、2014年2月、133-159頁、ISSN 0389-0538、NCID AN00224504。
- 「行政調査と住居の不可侵」 憲法判例百選Ⅱ(第6版)(有斐閣),2013年11月
- 「2013年参院選と両院制の今後 : 定数不均衡と「ねじれ国会」の解消とを素材に」 法律時報85巻10号1-3頁,2013年9月
- (翻訳)フィリップ・レイノー「法学と政治学」 フランス憲政学の動向－法と政治の間(慶應義塾大学出版会),2013年8月
- 「参議院議員定数不均衡訴訟上告審判決」 平成24年度重要判例解説(有斐閣),2013年4月
- 「第Ⅳ章第2節 解説 政府と議会」・「40 合理化された議院制と2008年憲法改正」 フランスの憲法判例Ⅱ(信山社),2013年2月
- 「議会と裁判所の憲法解釈に関する一考察, 現代アメリカの司法と憲法―理論的対話の試み」 2013年1月
- 「憲法 (判例回顧と展望 2011)」 法律時報84巻7号3-24頁,2012年6月
- 「署名活動の自由と表現の自由・請願権」 法学教室・判例セレクト2011[1](有斐閣),2012年2月
- 「矢澤久純・清永聡著『戦時司法の諸相 : 翼賛選挙無効判決と司法権の独立』 <書評>」『廣島法學』第35巻第3号、2012年1月20日、45-53頁。
- 飯島淳子、「3.11大震災と選挙 (特集 3.11大震災の公法学(Part.2)国家がなすべきこと、民間がなすべきこと)」 法学セミナー56巻12号,2011年12月, NAID 40019054971
- 「法律時評 衆議院議員小選挙区選挙の「一人別枠方式」の違憲状態と立法裁量統制--最大判平成23.3.23の検討」 法律時報83巻7号1-3頁,2011年6月, NAID 40018806196
- 「立法裁量と法の下の平等 (特集 違憲審査手法の展望) -- (立法裁量とその統制)」 法律時報83巻5号41-46頁,2011年5月
- 「憲法 (判例回顧と展望 2010)」 法律時報83巻6号3-24頁,2011年5月
- 「ロー・アングル 発信 憲法地域事情(30・総論編・最終回)地域における民主政--二元代表制からの住民自治再考」 法学セミナー56巻3号52-55頁,2011年3月
- 「暴力団対策を憲法から考える (警察政策フォーラム 暴力団の資金源対策、振り込め詐欺対策と、健全な社会経済システムの維持--『犯罪に強い社会の実現のための行動計画』の検証(その2))」『警察政策研究』第14号、2011年3月、89-94頁。
- 「政権交代と政治主導の憲法解釈 <論説>」『廣島法學』第34巻第3号、2011年1月21日、53-72頁。
- 「憲法解釈における比較憲法の意義」 憲法学の未来(敬文堂),2010年10月
- 「『顔の傷』補償の男女間格差をめぐる京都地裁判決」 法学セミナー669号,2010年9月
- 「憲法 (判例回顧と展望 2009)」 法律時報82巻6号3-21頁,2010年5月
- 「私立学校の教育内容変更と親の学校選択の自由 : 最一小判平成二一年十二月一〇日]」『東北学院法学』第69号、2010年3月12日、45-66頁、NAID 40017032769。
- 「現代の人権(19)世襲議員の「人権」?」 法学セミナー54巻10号,2009年10月
- 「フランス―治安法制と権力分立・私生活の尊重をめぐる憲法院判決の検討」 自由と安全―各国の理論と実務―288-308頁,2009年7月
- 「憲法 (判例回顧と展望 2008)」 法律時報81巻7号3-21頁,2009年6月
- 「上院の選挙法原則・選挙方法と憲法」『選挙研究』第24巻第2号、日本選挙学会、2009年、62-73頁、doi:10.14854/jaes.24.2_62。
- 「フランス法における「基本権」としての「安全」をめぐる憲法論」『慶應の法律学ー公法Ⅰー慶應義塾創立一五〇年記念法学部論文集』、慶應義塾大学出版会、2008年12月、153-176頁、NCID BA88452463。
- 「ロー・クラス 発信 憲法地域事情(新連載・1・福島編)地域が提案する新たな地方自治のあり方--国に「抗い」発信する矢祭町の場合」 法学セミナー53巻10号48-52頁,2008年10月
- 「アメリカにおける議員免責特権について : 合衆国憲法の発言・討議条項をめぐる歴史と解釈」『千葉大学法学論集』第23巻第1号、千葉大学法学会、千葉大学総合政策学会、2008年9月、103-153頁。
- 「フランス共和国の議会制度」『別冊RESEARCH BUREAU 論究』第10号、2008年9月、10-18頁。
- 「憲法判例」 法律時報80巻7号(判例回顧と展望 2007年度版)3-21頁,2008年6月
- 「著者紹介 議会と憲法 Neal Devins and Keith E. Whittington (eds.), Congress and the constitution, Duke University Press, 2005, pp. 320」 アメリカ法2007巻2号238-243頁,2008年3月
- 「ロー・クラス 憲法問題と「地域・地方」の視点」 法学セミナー53巻3号50-53頁,2008年3月
- 「行政調査と住居の不可侵」 憲法判例百選Ⅱ(第5版)(有斐閣)262-263頁,2007年3月
- 「フランス憲法における両院制」 比較憲法学研究18・19合併号29-54頁,2007年
- 「地方議会における議員の名誉毀損的発言と損害賠償責任-熊本県菊池市議会での事例をめぐる判決を素材として」『釧路公立大学地域研究』第15号、2006年12月、121-132頁、CRID 1520290882547903104、NAID 110005232283。
- 「住基ネットにおけるプライバシー侵害」, 法学教室・判例セレクト2005(有斐閣)3頁,2006年3月
- 「国会議員の免責特権と国家補償をめぐる憲法的考察―最高裁一九九七年九月九日判決を素材として―」 現代法律学の課題―日本法政学会五十周年記念(成文堂)85-99頁,2006年3月
- 「フランスにおけるテロ対策法制」 市民生活の自由と安全(成文堂)123-155頁,2006年3月
- 「日本法における外貌醜状痕の障害補償算定基準の男女間格差をめぐる憲法問題」『釧路公立大学地域研究』第14号、2005年12月、109-126頁、NAID 110002553246。
- 「在外国民の選挙権をめぐる最高裁大法廷判決(2005.9.14)」 法学セミナー50巻12号74-77頁,2005年12月
- 「有事法制とシビリアンコントロール (特集1 正しい戦争・安全のための戦争) -- (第2部 有事法制とキーワード)」, 法学セミナー50巻1号40-42頁,2005年1月
- 「ロー・ジャーナル 参議院議員選挙をめぐる2つの最高裁大法廷判決--参議院選出議員定数配分と非拘束名簿式代表制の合憲性(2004.1.14)」 法学セミナー49巻6号68-71頁,2004年6月
- 「選挙の自由・公正と選挙無効事由」 平成14年度重要判例解説(ジュリスト臨時増刊)23-24頁,2003年6月
- 「国会--鈴木宗男・田中眞紀子問題 (特集1 ニュースをみて憲法がわかる!)」, 法学セミナー48巻5号32-33頁,2003年5月
- 「経済的自由--規制緩和 (特集1 ニュースをみて憲法がわかる!)」, 法学セミナー48巻5号22-23頁,2003年5月
- 「地方自治体における公的オンブズマン制度の新たな展開-川崎市の「人権オンブズパーソン」制度の導入に関する公法的考察」『釧路公立大学地域研究』第11号、2002年12月、57-79頁、NAID 40005850224。
- 「政府が国会議員に委嘱した任務に対する免責特権の保障―『議員特権に関する法律（loi ralative à l’immunité parlementaire）』違憲判決―」 フランスの憲法判例(信山社)278-281頁,2002年9月
- 「フランスにおける議員免責特権に関する憲法規定と通常法律規定の関係-両規定の免責の人的範囲の違いをめぐる学説・判例の解釈論を素材として」『社会科学研究』第14号、2002年3月、153-170頁、NAID 40005536799。
- 「議員免責特権の研究 : フランス憲法学の場合」『法政論叢』第37巻第2号、日本法政学会、2000年、115-126頁、doi:10.20816/jalps.37.2_115。
- 「フランス憲法学における「議員」と「議院」の特権論の考察--大革命期から第三共和期までを中心に」『慶應法学政治学論究』第46号、2000年9月、271-304頁。
- 「議員免責特権論における「責任」概念をめぐる憲法的考察」『慶應法学政治学論究』2000年3月、309-350頁。
- 「フランスにおける政府委嘱任務と議員免責特権 : 憲法院判決に至る一連の事件を素材として」『慶應法学政治学論究』第43号、1999年12月、639-676頁。
- 「フランス憲法学における議員免責特権--その歴史的・理論的位置付けについて」『慶應法学政治学論究』第41号、1999年6月、421-457頁。